# Viticoltura in Puglia
La viticoltura in Puglia è l'insieme delle attività di coltivazione di uva e produzione di vino svolte nella regione.

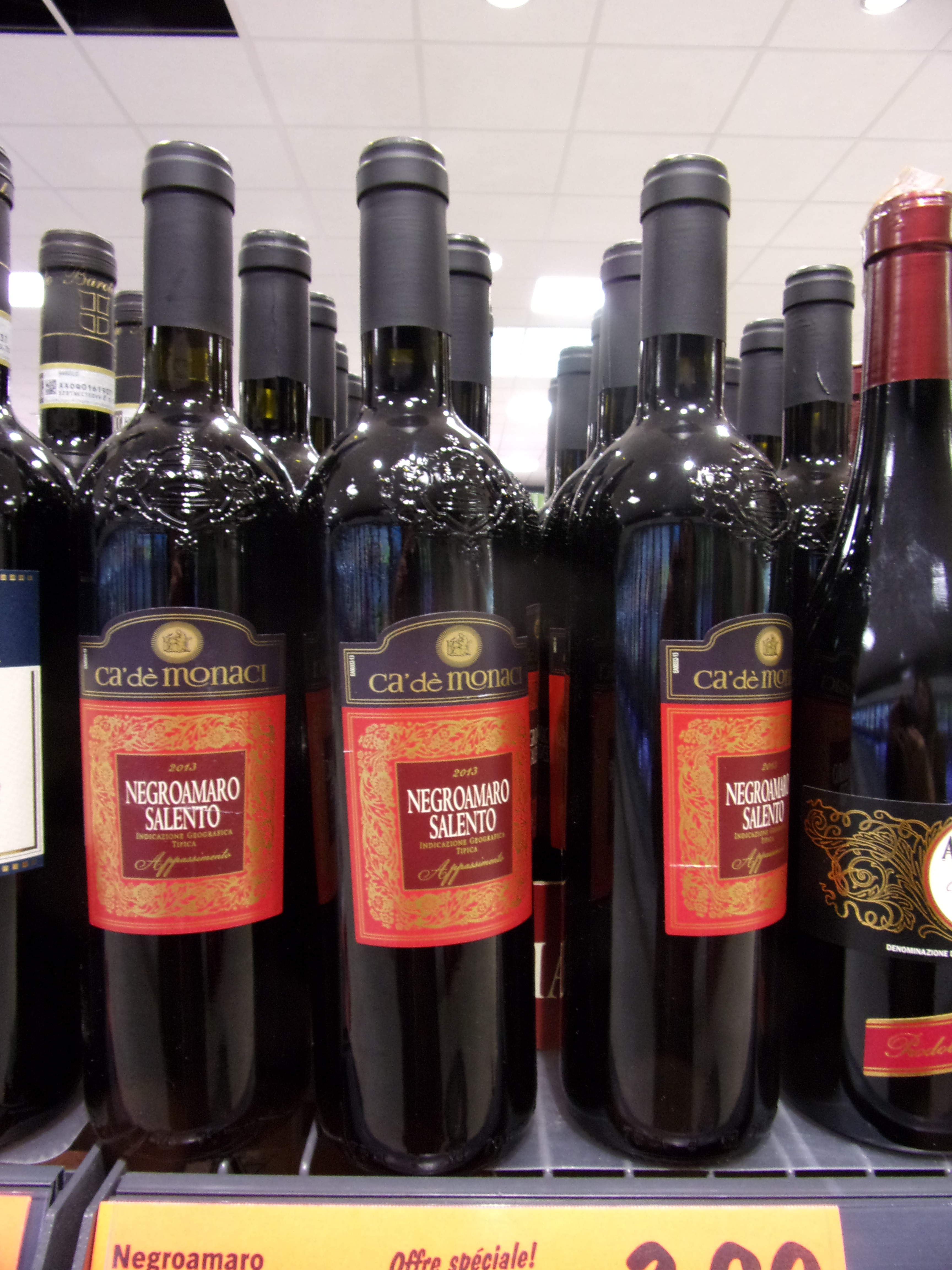
Bottiglie di negroamaro salentino

Il vino è sempre stato importante per la Puglia e ha caratterizzato, insieme all'olio di oliva, la cultura e la tradizione della regione. In termini di quantità, la produzione di vino in Puglia è notevole, risultando la seconda regione che ne ha prodotto di più in Italia nel 2020.

## Storia
La storia della vite in Puglia ha origini molto antiche, con la possibilità di trovarsi da prima della colonizzazione greca. Tuttavia, alcune varietà sono state introdotte, come nel caso del Primitivo introdotto dagli Illiri, o l'Uva di Troia e il Negroamaro introdotti dai greci. Dai greci è stato introdotto anche il metodo di coltivazione ad alberello, molto diffuso in Puglia. Con l'arrivo dei Romani la produzione di vino accrebbe, fino ad arrivare nelle tavole di Roma. Plinio il Vecchio, Orazio e Tibullo hanno lasciato ampie testimonianze sulla coltivazione dell'uva e sulla produzione di vino in Puglia, considerando colore, profumo e gusto dei vini. Plinio cita la presenza di Malvasia nera di Brindisi, Negroamaro e Uva di Troia, oltre a definire Manduria (nota per il primitivo) viticulosae, cioè "ricca di vigne". Altri autori hanno dato tale appellativo anche a Mesagne, Alezio e Sava. Il porto di Brindisi aprì ulteriori vie di commercio per i vini pugliesi e a Taranto si trovavano numerose cantine per la conserva dei vini.

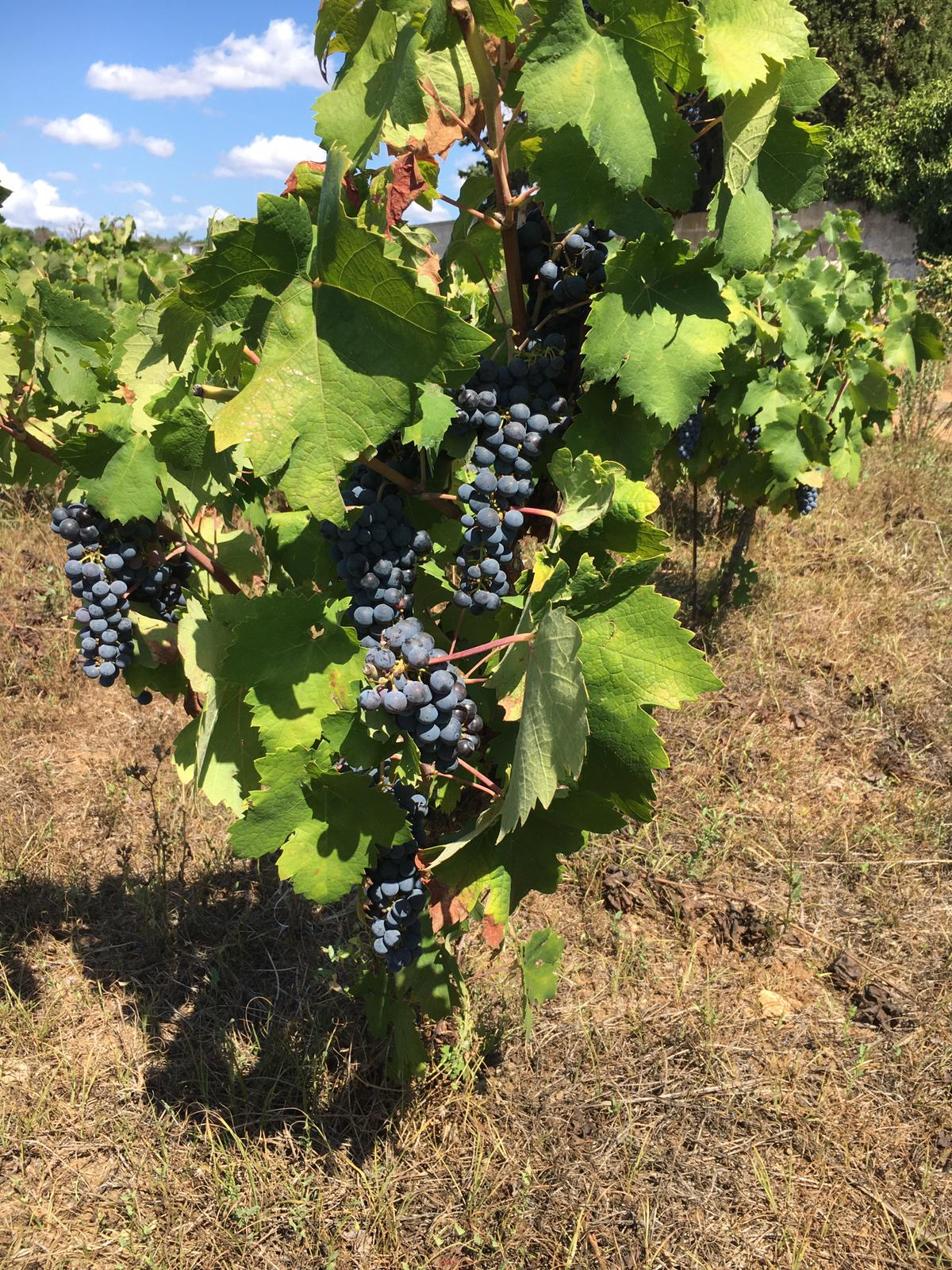
Alberello di Primitivo

Dopo la caduta dell'impero romano la produzione di vino in Puglia subisce un grande periodo di crisi, mantenendosi per lo più tramite i monasteri. Nonostante ciò, si registrano ancora grandi produzioni e Dante Alighieri descrive la Puglia come "terra sitibonda ove il sole si fa vino". L'importanza della vinicoltura fu colta anche dai nobili, come nel caso di Federico II di Svevia, che fece piantare grandi vigneti vicino Castel del Monte. L'importanza per l'economia della regione è confermata da Giovanna I d'Angiò, che nel 1362 firma una legge per vietare l'introduzione di vini prodotti al di fuori della Puglia. Ma è  durante il Rinascimento che i vini pugliesi cominciano ad avere riconoscimento nelle altre regioni e in alcune zone della Francia. Andrea Bacci, ad esempio, ricorderà nel De naturali vinorum historia che si producono vini di ottima qualità a Lecce, Brindisi e Bari, mentre a Foggia e nel Gargano si producono  vini di "media forza ma sinceri nella sostanza sicché durano fino al terzo anno e anche di più". Per Andrea Bacci i vini migliori della Puglia sono prodotti a Manfredonia. Nel XVIII e XIX secolo la Puglia continuerà a distinguersi per le enormi quantità di vino prodotte, piuttosto che per la qualità. 
Quando la fillossera colpì l'Europa e il Nord Italia le grandi quantità di vino prodotte in Puglia si spinsero fino in Francia, attirando francesi interessati a produrre vino da esportare in Europa. Ma la fillossera arrivò anche nel tacco dello stivale, ponendo fine a queste ambizioni. Negli anni successivi fanno la loro comparsa nuove varietà di uve che si sostituirono progressivamente a quelle locali. La comparsa delle cantine sociali favorì una produzione massiva, senza concentrarsi sulla qualità. I vini pugliesi venivano esportati come vini da taglio. Dopo la Seconda Guerra Mondiale si iniziò a rincorrere la qualità, ma solo negli anni '90 si registrò una consapevolezza delle potenzialità enologiche pugliesi, che fece acquisire notorietà ai vini della regione.

## Vitigni

### Autoctoni
| Vitigno                   | Bacca  | Descrizione                                                            | Immagine |
| ------------------------- | ------ | ---------------------------------------------------------------------- | -------- |
| Verdeca                   | Bianca | Coltivata nel Barese, nel Tarantino e nella Valle d'Itria              |          |
| Bianco d'Alessano         | Bianca | Coltivato nella Valle d'Itria                                          |          |
| Minutolo                  | Bianca | Coltivato nella Valle d'Itria                                          |          |
| Maresco                   | Bianca | Coltivata nella Valle d'Itria                                          |          |
| Impigno                   | Bianca | Coltivato nel Brindisino                                               |          |
| Francavidda               | Bianca | Coltivata nel Brindisino (tra Francavilla Fontana e Ostuni)            |          |
| Aglianico                 | Nera   | Coltivato in Irpinia, in provincia di Avellino                         |          |
| Uva di Troia              | Nera   | Coltivata nel Barese e nel Foggiano                                    |          |
| Primitivo                 | Nera   | Coltivato nel Tarantino e secondariamente nel leccese e nel brindisino |          |
| Negroamaro                | Nera   | Coltivato prevalentemente nel Salento e nel tarantino                  |          |
| Bombino nero              | Nera   | Coltivato tra il Barese e il Foggiano                                  |          |
| Notardomenico             | Nera   | (scarsamente) coltivato nel Brindisino                                 |          |
| Malvasia nera di Brindisi | Nera   | Coltivata nel nord Salento e nel tarantino                             |          |
| Malvasia nera di Lecce    | Nera   | Coltivata nelle regioni Puglia e Toscana.                              |          |
| Susumaniello              | Nera   | Coltivato nel Brindisino e nel tarantino                               |          |
| Ottavianello              | Nera   | Coltivata nella regione Puglia                                         |          |

### Alloctoni
- Fiano
- Ottavianello

## Vini

### DOCG
- Primitivo di Manduria dolce naturale (rosso), prodotto nelle province di Brindisi, Lecce, Taranto.
- Castel del Monte Nero di Troia riserva.
- Castel del Monte Rosso riserva.
- Castel del Monte Bombino Nero.

### DOC
- Aleatico di Puglia (dolce naturale, liquoroso e riserva) prodotto in tutta la regione
- Alezio (riserva, rosato, rosso) prodotto nella provincia di Lecce
- Brindisi rosso prodotto nella provincia di Brindisi
  - Brindisi rosso riserva
- Cacc'e mmitte di Lucera prodotto nella provincia di Foggia
- DOC Castel del Monte (Bianco da Pinot Nero, Bombino Nero, Cabernet, Chardonnay, Pinot bianco, Pinot Nero, Sauvignon, Uva di Troia, Aglianico frizzante, Aglianico rosato, Aglianico rosso, Aglianico rosso riserva, Bianco frizzante, Bombino Bianco, Bombino Bianco frizzante, Cabernet riserva, Chardonnay frizzante, novello, Pinot bianco frizzante, |rosato) prodotto nella provincia di Barletta-Andria-Trani
- Copertino (rosato, rosso, rosso riserva) prodotto nella provincia di Lecce
- Galatina prodotto nella provincia di Lecce
- Gioia del Colle prodotto nella provincia di Bari
  - Gioia del Colle Aleatico dolce
  - Gioia del Colle Aleatico dolce riserva
  - Gioia del Colle Aleatico liquoroso dolce
  - Gioia del Colle Aleatico liquoroso dolce riserva
  - Gioia del Colle bianco
  - Gioia del Colle Primitivo riserva
  - Gioia del Colle rosato
- Gravina prodotto nella provincia di Bari
  - Gravina spumante
- Leverano prodotto nella provincia di Lecce
  - Leverano novello
  - Leverano rosso riserva
  - Leverano Vendemmia Tardiva
- Lizzano(Rosso nelle tipologie Primitivo di Manduria, normale, Frizzante, Giovane, Malvasia Nera, Malvasia Nera Superiore, Negroamaro; Rosato nelle tipologie normale, Frizzante, Giovane, Spumante, Negroamaro; Bianco nelle tipologie normale, Frizzante, Spumante) prodotto nella provincia di Taranto
  - Lizzano Negroamaro rosso superiore
- Locorotondo prodotto nelle province di Bari e Brindisi
- Martina o Martina Franca (normale e spumante) prodotto nelle province di Bari, Brindisi e Taranto
- Matino prodotto nella provincia di Lecce
- Moscato di Trani prodotto nelle provincia di Barletta-Andria-Trani
- Nardò prodotto nella provincia di Lecce
- Orta Nova prodotto nella provincia di Foggia
- Ostuni (Bianco, Ottavianello) prodotto nella provincia di Brindisi
- Primitivo di Manduria (normale, liquoroso dolce naturale e liquoroso secco) prodotto nelle province di Brindisi e Taranto
- Rosso Barletta prodotto nelle provincia di Barletta-Andria-Trani
- Rosso Canosa prodotto nella provincia di Barletta-Andria-Trani
- Rosso di Cerignola prodotto nella provincia di Foggia
- Rosso di Cerignola riserva prodotto nella provincia di Foggia
- Salice Salentino prodotto nella province di Brindisi e Lecce
  - Salice Salentino Aleatico
  - Salice Salentino Aleatico liquoroso
  - Salice Salentino Aleatico liquoroso riserva
  - Salice Salentino Aleatico riserva
  - Salice Salentino novello
  - Salice Salentino Pinot bianco
  - Salice Salentino riserva
  - Salice Salentino rosso
  - Salice Salentino rosso riserva
- San Severo (San Severo bianco, San Severo bianco spumante, San Severo rosso o rosato) prodotto nella provincia di Foggia
- Squinzano prodotto nelle province di Brindisi e Lecce
  - Squinzano rosato
  - Squinzano rosso riserva

### IGT
- Daunia (Bianco nelle tipologie normale Frizzante e Passito; Rosato nelle tipologie normale e Frizzante; Rosso nelle tipologie normale, Frizzante, Passito e Novello) prodotto nella provincia di Foggia.
- Murgia (Bianco nelle tipologie normale Frizzante e Passito; Rosato nelle tipologie normale e Frizzante; Rosso nelle tipologie normale, Frizzante, Passito e Novello) prodotto nella provincia di Bari.
- Puglia (Bianco nelle tipologie normale Frizzante e Passito; Rosato nelle tipologie normale e Frizzante; Rosso nelle tipologie normale, Frizzante, Passito e Novello) prodotto nell'intero territorio della regione Puglia.
- Salento (Bianco nelle tipologie normale Frizzante e Passito; Rosato nelle tipologie normale e Frizzante; Rosso nelle tipologie normale, Frizzante, Passito e Novello) prodotto nelle province di Brindisi, Lecce e Taranto.
- Tarantino (Bianco nelle tipologie normale Frizzante e Passito; Rosato nelle tipologie normale e Frizzante; Rosso nelle tipologie normale, Frizzante, Passito e Novello) prodotto nella provincia di Taranto.
- Valle d'Itria (Bianco nelle tipologie normale Frizzante e Passito; Rosato nelle tipologie normale e Frizzante; Rosso nelle tipologie normale, Frizzante, Passito e Novello) prodotto nelle province di Bari, Brindisi e Taranto.